# Список персонажей «Отчаянные бойцы бакуган»
Список персонажей из японской аниме-серии «Отчаянные бойцы бакуган».

## Bakugan Battle Brawlers

### Отчаянные бойцы
- Дэниэл "Дэн" Кузо (в оригинале — Данма "Дан" Кусо (яп. 空操 弾馬 Ку:со: Дамма)) — главный герой. Вторая половинка - Руно Мисаки. Обычный вспыльчивый и самоуверенный подросток из Уординктона (вымышленный город в США). Является организатором и лидером общества «Отчаянные бойцы Бакуган», в котором и состоит. Стремится стать лучшим бойцом бакуган в мире. Один из немногих игроков в бакуган, который понимает, что это не просто игра, а нечто гораздо более важное. Стихия его бакуганов — Огонь (Пайрус, Pyrus). Главный бакуган — драгоноид Драго. В «Новой Вестройе» Дэну исполнилось 15 лет. Узнав от Драго что мир Бакуганов —  Вестройя вновь в опасности, он отправился в Новую Вестройю. В Вестройе объединился с Фронтом Сопротивления Бойцов Бакуган. В этом сезоне он более ответственный, и у него романтические отношения с Руно. Главный враг сначала Спектра, а затем король Зеногелд. Его главным бакуганом остаётся Драго. Бакуган — ловушка — Скорпион. В Gundalian Invaders Дэн лучший в мире игрок в бакуган. Он по-прежнему является лидером команды. Теперь ему 16 лет. Дэн переехал в Бэйвью, где и встретил нового друга — Джейка Вэллори. В начале как и все остальные не верил Фабии. Позже он получил звание рыцаря замка, став элитным солдатом гвардии Нифии. Его партнёр по-прежнему Драго, только уже с гораздо большим уровнем силы, сначала в форме Геликс Драгоноида, потом Люмино Драгоноида, Блиц Драгоноида, Титаниум Драгоноида, а после и Фьюжн Драгоноида. Боевой механизм — ДжэтКор, после эволюции — Кросс Бастер, а затем Аксатор. Мобильная машина — Рэйфеус, потом Джакалир, Зумпфа и Рапилатор. Бакунано - Сонаркэнон. Броня - Думтроник и Дефэндрикс. В конце говорит, что любит Руно, после чего, он и Драго уплыли на паруснике в кругосветное путешествие, навстречу новым приключениям. Роль озвучивает Ю Кобаяси[1]. Русский дубляж — Прохор Чеховской
- Руно Мисаки — голубоволосая девушка с зелёными глазами. Всегда носит два высоких хвостика по бокам. Одета в жёлтый топик поверх розового и белой юбочкой с розовым ремешком. Ненавидит, когда другие думают, что смогут победить её только потому, что она девушка. Любимые цвета — синий, жёлтый и белый. Работает с родителями в их семейном кафе официанткой. Постоянно ругается с Дэном по каждому пустяку. Любит Дэна, но не признаётся в этом даже сама себе. Стихия её бакуганов — Свет (Хаос, Haos). Главный бакуган — Тигрэрра. В «Новой Вестройе» Руно 15 лет. Она 6 лучший в мире игрок. Сражалась только один раз. Когда Дэн в Вестройе — Руно очень волнуется, скучает и переживает за него. Продолжает это отрицать, но любит Дэна. Её Тигрэрра была превращена в бронзовую статую, но позже Дэн с друзьями её спас и она вернулась к Руно. Позже появилась во второй части Импульса Мехтаниума, как помощница Миры в лаборатории штаб-квартиры Отчаянных бойцов в Бакуган-Сити. В этом сезоне её наряд изменился на белую блузку и шорты бледно-жёлтого цвета. Роль озвучивает Эри Сэндай. Русский дубляж — Татьяна Шитова (1 сезон), Ольга Голованова (2 сезон) и Людмила Ильина (4 сезон)
- Чёдзи "Маручо" Марукура (прозвище от сокращения имени: Марукура Чёдзи). Он имеет много друзей. Самый младший член команды Отчаянных бойцов всех сезонов. Ему всего 10 лет. Маручо — сын миллиардеров, необычайно умный для своего возраста мальчишка, прекрасно разбирающийся в электронике. Стихия бакуганов — Вода, а главных бакуганов два Анджело-Диабло и Прейас. В Новой Вестрое Маручо исполнилось 13 лет. Вместе с Дэном он попадает на Вестрою и проявляет себя как мозговой центр Отчаянных бойцов. Он третий в мировом рейтинге игроков в Бакуган. В новом сериале у него опять два главных бакугана — Прейас и девушка-лягушка Эльфин. Спустя год Маручо становится Рыцарем Замка, элитным воином гвардии Нифии, и обзаводится новым другом — Рэном. А бакуганом Маручо к этому времени является Аквимос. Позднее в Импульсе Мехтаниума, Маручо стал одним из трёх лучших игроков, а напарником стал Трайстар, позднее после победы над Маг Мэллом и Рэйзеноидом, Маручо вместе с Мирой создал Бакуган-Сити, населяемый людьми и бакуганами, а его напарником стал Радизен. Русский дубляж — Анна Бражникова.
- Джули Макимото, в оригинале — Джули Хейвард (яп. ジュリー・ヘイワード Дзюри: Хэйва:до) — гламурная модница. Имеет беловатые волосы с синим оттенком и синие глаза. Одета в розовый топ, розовые шорты на ремне и высокие белые сапоги. Есть старшая сестра, которой она подражала в детстве. Нравился Дэн, позже, её лучший друг Билли стал её бойфрендом. Всегда пытается оставаться оптимисткой даже тогда, если произошло что-то плохое. Стихия её бакуганов — Земля (Сабтерра, Subterra). Главный бакуган — могучий великан Горем. В Новой Вестройе Джулли 15 лет. Она на 8 месте в рейтинге Бакуган. Носит полосатую майку и красные мини шорты. Работает официанткой в кафе у Руно. И когда Дэн с друзьями прибывает на Землю, Джулли всегда вместе с Руно их встречает. Её бойфренд по-прежнему Билли. В этом сезоне она почти не сражается, но всё же в нескольких битвах она участвует. Джулли проявляет интерес к Эйсу когда тот находится на Земле, однако она по-прежнему любит только Билли. Её Бакуган Горем был превращён в бронзовую статую, но позже был спасён и возвращён Джулли. В Gundalian Invaders переехала вместе с Дэном в Бэйвью. Работает в местном кафе официанткой. Дала Джейку советы с помощью которых он научился выигрывать. В этом сезоне её наряд изменился. Она одета в зелёную короткую жилетку поверх майки и белые бриджи. Ей 15 лет. Постоянно помогает бойцам во всём. Роль озвучивает Риса Мидзун. Русский дубляж — Людмила Ильина
- Шун Казами (яп. 風見 駿 Кадзами Сюн) - был лучшим игроком в бакуган, пока его не обогнал Маска. Стал замкнутым в себе и неразговорчивым после того, как его мать умерла от болезни. Считает что всего можно добиться в одиночку, и его друзья ему не нужны, однако меняет своё мнение после испытания Легендарных Воинов Вестрои и понимает что он нуждается в его друзьях. Всегда готов помочь друзьям если требуется его помощь. Он друг детства Дэна. Они вместе с Дэном придумали правила к стратегической игре бакуган, когда с неба упали карты. Его дед мечтает, чтобы Шун стал ниндзя и поэтому запрещает ему играть в бакуган, но Казами противится этим запретам. Шун прекрасно владеет боевыми навыками. Отлично думает логически. Однажды ушёл из команды, когда Дэн в плохом настроении сказал ему, что он не нужен бойцам. Но после победы над Комбо, Дэн нашёл его и попросил прощение, тогда Шун вновь присоединился к бойцам. Стихия его бакуганов — Ветер (Вентус, Ventus). Главный бакуган — Скайресс. В Новой Вестройе Шуну 15 лет. Очень рассудителен и осторожен. 3 лучший в мире игрок в бакуган. Отлично владеет искусством ниндзя. В Вестройю попал случайно, когда во время его тренировки перед ним открылся портал в Вестрою. Там он спас бакугана по имени Инграм, и Инграм рассказал ему, что происходит в Вестройе. Тогда он решил остаться в Вестройе — помочь бакуганам, и конечно спасти Скайресс. Позже он присоединился к Фронту Сопротивления Бойцов Бакуган, в рядах которого были Дэн и Маручо. Его главный бакуган — Инграм, Скайресс была спасена, но решила остаться в Вестройе. Однако Скайресс прилетала помочь ему в битве с Линком Воланом возле системного модуля Системы Уничтожения Бакуганов. Бакуган — ловушка — Хайлэш. В Gundalian Invaders Шун как всегда холодный, спокойный и осторожный. Он второй в мире лучший игрок в бакуган. Шун раньше всех бойцов понял, что Рэн — враг и вместе с Фабией, которой сначала поверил только он, они открыли глаза остальным бойцам. Позже капитан Элрайт посвящает его как и остальных бойцов в рыцари замка, делая элитным солдатом гвардии Нифии. Шуну 16 лет. Его новым партнёром стал Хактор (англ. Hawktor). Боевой механизм — Свайтер. В Импульсе Мехтаниума Шун стал одним из трёх лучших игроков, его напарником стал воин-ниндзя Тэйлин, а после победы над Маг Мэллом и Рэйзеноидом, напарниками Шуна стали Джакор и его ученики, Скайтрусс и Орбеум. Роль озвучивает Тихиро Судзуки. Русский дубляж — Прохор Чеховской
- Элис Гехабит —  русская девушка, живёт в Москве. У неё пышные каштановые волосы, лучистые карие глаза и белая кожа без всяких изъянов. Всегда носит скромный желтоватый плащик поверх зелёной майки и белых шорт. Хотя она знает почти все об игре, она редко играет в нее; она обычно боится причинить вред другим, включая бакугана. Обычно она просто дает советы другим бойцам, которые предпочитают сражаться. Элис добрая и заботливая, заботливая и сострадательная по отношению к другим и не думает о себе. Русский дубляж — Лариса Некипелова (1 сезон) и Людмила Ильина (2 сезон).
- Джо Браун, в оригинале Осаму Джо (яп. 城 治 Дзё: Осаму) — редактор общества «Отчаянные бойцы Бакуган».  Сначала болел, потом выздоровел благодаря Вэйв, направившей на него положительную энергию Зоны Бесконечности, и стал отчаянным бойцом. Имеет романтические отношения с одной из десяти лучших игроков — Чен-ли. Стихия его бакуганов — Свет (Хаос, Haos). Но после его бакуганом стала Вэйв. Русский дубляж — Сергей Балабанов, затем — Прохор Чеховской.

### Антагонисты
- Маска (или Маскарад) — альтер-эго Элис Гехабит. Умеет летать, телепортироваться и искусно обманывать. Использует карты Смерти, способные убивать бакуганов, если они проиграли бой. У него есть отличительные черты — он носит огромные маскообразные очки и белый плащ. Был самым сильным бойцом бакуган. Верный слуга Наги и Хелджи. Стихия его бакуганов — Тьма (Даркус, Darkus). Главные бакуганы — Жнец и зубастый бескрылый дракон Гидраноид, являющийся самым сильным бакуганом Даркуса. В конце первого сезона Маска становится добрым и его личность исчезает по его же воле, и Гидраноид становится бакуганом Элис, так как она и есть Маска. Во второй половине второго сезона, когда на Элис напал Шедоу Проув, Маска появился перед Элис, чтобы пробудить в ней боевой дух. Русский дубляж — Дмитрий Корюков, затем — Денис Некрасов. Во втором сезоне — Радик Мухаметзянов.

### Другие персонажи
- Клаус фон Герцен — богатый и знатный молодой немец. Хладнокровный и утончённый. Имел самую большую коллекцию бакуганов всех стихий в мире. Один из 10 лучших игроков бакуган (был вторым в мире). Был завербован Маской и сражался против Отчаянных бойцов, но был им побежден и стал впоследствии их союзником в борьбе с Нагой и Хелджи (вместе с Элис и Кристофером победил Рабиди). Сражаясь с Маручо, забрал у него Прейяса, но после вернул. После того, как Элис узнала, что она и есть Маска, Клаус помог ей осознать себя как Отчаянного бойца и обрести уверенность в себе. Во втором сезоне был намек на его романтические отношения с Элис, но в дальнейшем они развития не получили. Стихия его бакуганов — Вода (Аквос). Главный бакуган — русалка Сирена. После того, как Маска победил Клауса, Сирена была отправлена в Измерение Смерти, но после она вернулась к нему. Между Клаусом и Сиреной была особая близость, и он очень страдал, когда потерял её. В Новой Вестройе Клаус переехал на Вестал, где теперь ведёт успешный бизнес. Помог Эйсу в битве с Майлин Фэрроу, защитив Энергию Стихии Даркуса. Дал Чен-Ли поручение следить за Элис. Его бакуган по-прежнему Сирена. Русский дубляж — Сергей Бурунов (изначальный), затем — Сергей Балабанов и Денис Некрасов (все — первый сезон). Второй сезон — Даниил Эльдаров.
- Чен Ли — одна из 10 лучших игроков бакуган (была третьей в мире). Китаянка. Отлично владеет единоборствами. Была завербована Маской и сражалась против Отчаянных бойцов, но была им побеждена и впоследствии стала им помогать (вместе с Джо она защищала Вэйф от Наги). Имеет романтические отношения с Джо Брауном, редактором «Отчаянных бойцов Бакуган». Стихия её бакуганов — Огонь (Пайрус). Главный бакуган — Многоликий. После того, как Маска победил её, Многоликий был отправлен в Измерение Смерти, но после вернулся к ней. В Новой Вестройе Чен-Ли получила от Клауса гантлет так, как он попросил её следить за Элис. Когда на неё напали, Чен-Ли прибыла вовремя и помогла Элис в борьбе с Шедоу Проувом. Её главным Бакуганом остаётся Многоликий. Голос русского дубляжа Чен-Ли — Людмила Ильина.
- Джулио Сантана — один из 10 лучших игроков бакуган (был четвёртым в мире). Высокий, мускулистый, обритый наголо парень. Испанец. Задиристый и самоуверенный. Был завербован Маской и сражался против Отчаянных бойцов, но был ими побежден и впоследствии помогал им (вместе с Шуном и Комбо победил Хереди). Стихия его бакуганов — Свет (Хаос). Главный бакуган — Око Света. Когда Хулио был побежден Маской, Око Света было отправлено в Измерение Смерти, но после оно вернулось к нему. Русский дубляж — Олег Куценко.
- Комбо О’Чарли — один из 10 лучших игроков бакуган (был пятым в мире). Мальчик из Кении. Был завербован Маской и сражался против Отчаянных бойцов, но был побежден Шуном и стал его верным учеником. Вместе с Шуном и Хулио победил Хереди. Стихия его бакуганов — Ветер (Вентус). Главный бакуган — девушка-птица Арфей. Когда Комбо был побежден Маской, она попала в Измерение Смерти, но после вернулась к Комбо. Они постоянно спорят и ругаются, но в целом их отношения дружеские. Русские голоса Комбо — Татьяна Шитова и Людмила Ильина.
- Билли Гилберт — один из 10 лучших игроков бакуган (был 10 в мире, но позже повысил свой рейтинг). Обычный немного самоуверенный подросток. Друг детства Джулли. Живёт в Лас-Вегасе, как и Джулли. Был завербован Маской и сражался против Отчаянных бойцов, но, когда по его вине Джулли едва не попала в Измерение Смерти, отказался сражаться против них. Впоследствии стал её парнем. Вместе с Джулли и Нене победил Триклоид. Стихия его бакуганов — Земля (Сабтерра). Главный бакуган — Циклоид. Когда Маска победил Билли, он попал в Измерение Смерти, но после вернулся к Билли. В Новой Вестройе он путешествует по миру и изучает разные виды спорта, периодически присылая Джулли открытки. В паре с Джулли сражался против Эйса, узнав что Эйс ей понравился. Случайно привёл за собой Майлин и Шэдоу в дом Маручо, которые с помощью этого поняли где находится Фронт Сопротивления. Его бакуган как и прежде Циклоид. Русский дубляж в первом сезоне — Сергей Балабанов (изначальный) и Денис Некрасов, во втором сезоне — Томас Шлеккер.
- Кристофер, Цуёши (яп. ツヨシ Цуёcи) в японской версии — близкий друг Элис. Постоянно проигрывал и однажды, решив прекратить игру, хотел выбросить своего бакугана в реку. Однако сделать ему этого не дала Элис. Она научила Кристофера верить в свои силы, и он выиграл. Позже помог ей и Клаусу победить Рабиди. Стихия его бакуганов — Вода (Аквос). Главный бакуган — морская черепаха Джаггерноид.
- JJ Dolls, JJ Lips (яп. JJリップス JJ Риппусу) в японской версии — дуэт Дженни и Джулс (Кани (яп. カニ Кани) и Наэ (яп. ナエ Наэ) в японской версии), сестёр-близнецов. Они известные певицы и обожают играть в Бакуган. По просьбе Маски сражались против Дэна и Маручо, но проиграли. Помогли Маручо победить Тейгон. Дженни одета а бело-синюю майку и жёлтую длинную юбку. Джулс одета в белый плащ поверх розовых шорт и красных сапог. Стихия бакуганов Дженни — Вода (Аквос). Её главный бакуган — Рыцарь. Стихия бакуганов Джулс — Земля (Сабтерра). Её главный бакуган — Сентипоид.
- Като — дворецкий Маручо. Постоянно помогает бойцам. Като называет Маручо не иначе как «Мистер Маручо», что говорит о его интеллигентности. Однажды Хелджи старался выдать себя за Като, позвонив бойцам и дав им неверную информацию, но Шун мгновенно это понял, когда он сказал просто «Маручо», не добавив «мистер». Помогает бойцам даже, когда Маручо в Вестройе.

## Bakugan Battle Brawlers New Vestroia

### Фронт Сопротивления Бакуган
Организация, возглавляемой Мирой в Новой Вестройе. Главная цель — освободить бакуганов и донести до Вестала, что бакуганы — разумный и мирный народ. Враги — Вексы, и все кто против их.
- Мира Фермин (англ. Mira Fermin) — 16-летняя девушка-Вест. Имеет рыжие волосы и синие глаза. Одета в кожаный коричневый комбинезон и высокие белые сапоги. Она первая из всех поняла, что бакуганы живые существа. Основала, состоит и руководит Фронтом Сопротивления Бакуган. Её отец, Клей Фермин, — ученый, занимающийся изучением бакуганов и созданием кибер-бакуганов на основе ДНК настоящих. Очень привязана к своему брату Киту, и сильно по нему скучала, когда он пропал. Когда выяснилось что её брат — Спектра, она даже перешла за ним на сторону вексов, но быстро вернулась к бойцам (оказывается, она выясняла мотивы своего брата). Когда Кит присоединился к бойцам, была очень счастлива, и проводила с ним много времени, желая вместе с ним наверстать упущенное. Нравится Дэну. Спокойна и рассудительна, всегда верит в команду. Очень привлекательная. Виртуозно водит мотоцикл. Как сказал Дэн: «она звучит как Руно». Стихия бакуганов — Земля (Сабтерра). Главный бакуган — Вилда. Бакуган-ловушка — Балитон. После победы над Зеногелдом и её отцом, занялась разработкой высоких технологий Вестов, применяя гениальный ум своего отца, который она унаследовала. Появилась во второй части Импульса Мехтаниума как главный лаборант и одна из создателей Бакуган Сити. Русский голос Миры — Ольга Голованова.
- Эйс Грит (англ. Ace Grit) — 17 лет. Имеет голубовато-серый цвет волос, и серые глаза. Очень горд и самоуверен, частенько презрительно относится к людям. Влюблен в Миру, однако Мира не очень — то обращает на это внимание. Эйс осторожен, но если дело касается Миры он забывает обо всём, и идёт ей на помощь. Часто проявляет антипатию к Дэну, это объясняется тем, что Мире нравится Дэн. Стихия бакуганов — Тьма (Даркус). Главный бакуган — дракон-гуманоид Персиваль (англ. Percival). Бакуган-ловушка — Стрекоза, потом Флеш Стрекоза. Русский дубляж — Даниил Эльдаров.
- Бэрон Лэлтой (англ. Baron Leltoy), в оригинале — Барон Рич (яп. バロン・リッチ барон ритти) — слегка смешной парень 13-и лет (на момент уничтожения контроллеров измерений ему было 12 лет, младше него только Маручо). Хочет посмотреть и потрогать всё, что ему понравится. Ярый фанат Отчаянных бойцов Бакуган, особенно Драго и Дэна, которого называет не иначе как «Мастер Дэн», так как те являются легендарными героями Вселенной, прославившимися во время борьбы с Нагой и приспешниками. В начале его вторым партнёром была Тигрерра (бакуган-напарница Руно), но он проиграл её Спектре. После этого боялся сражаться, потому что может потерять Нэмуса. Но позже он понимает что он должен сражаться, а не бояться боёв. Имеет спортивное телосложение. Очень эмоционален. Имеет очень много братьев и сестёр. Сражался со своим цифровым аватаром. Стихия бакуганов — Свет (Хаос). Главный бакуган — Нэмус (англ. Nemus). Бакуган-ловушка — Пирсиан (в оригинале Гардиан (яп. ガーディアン га:диан), в русском дубляже использовались оба имени). Актёр русского дубляжа Бэрона — Томас Шлеккер.

### Вексы
Специальная организация, состоящая из 6 самых сильных бойцов-вестов. Они борются с Фронтом Сопротивления и относятся к бакуганам несколько по-другому, нежели бойцы. Служат Принцу Хайдрону и Королю Зеногелду.
- Спектра Фантом/Кит Фермин (англ. Spectra Рhantom/Keith Fermin) — первый предводитель Вексов. Носит красную маску. Позже выясняется, что он родной брат Миры. Ушел из Вексов в своих собственных интересах. Очень жестокий и хитрый. В 44-м эпизоде снял маску и окончательно присоединился к Фронту Сопротивления, желая работать вместе с лучшим, а не противостоять ему. Теперь он становится Спектрой только во время боёв: так например, в 48-м эпизоде он стал Спектрой, чтобы в паре с Мирой сразиться с Шедоу и Майлин, проникшими на базу бойцов. Стихия его бакуганов — Огонь (Пайрус). Главный бакуган — дракон Гелиос (англ. Helios). Бакуган-ловушка — Металфэнсер. Спектра был первым бойцом, который использовал Боевой механизм (технология, разработанная Нифией и Гандэлией), взяв за основу фантомные данные (как выяснилось впоследствии, это было послание Фабии Шин, принцессы Нифии, отправленное ей во все измерения, чтобы найти сильных бакуганов и игроков, которые помогут Нифии в борьбе с Гандэлией), которые он получил незадолго до того, как он присоединился к операции по разрушению Системы Уничтожения Бакуганов. Боевой механизм — Двойной Разрушитель и Заканатор. Появился в 4 сезоне, когда помогал бойцам сражаться с Маг Мэллом и его армией Хаос Бакуганов и Мектоганов. Также он поменял стихию с Пайруса на Даркус. Бакуган по-прежнему Гелиос, но теперь он Даркус Инфинити Гелиос. Русский дубляж — Радик Мухаметзянов (2 сезон) и Денис Некрасов (4 сезон).
- Гас Грав (англ. Gus Grav) — синеволосый парень. Близкий друг и соратник Спектры. Сражался со Спектрой и проиграл ему, после чего присоединился к Спектре. Очень лоялен ему и следует всем его приказам. Властолюбив и жаден. Ушел из Вексов вместе со Спектрой. Гас был предположительно убит во время битвы с королём Зеногелдом, однако в 49-м эпизоде он был показан в тюрьме королевского дворца. Более того, Гас оказался жив-здоров, что мы можем увидеть в следующей, 50-й серии. Там он разговаривал с Хайдроном, которого также король Зеногелд отправил в тюрьму королевского дворца после поражения. А в финальной битве вместе с Хайдроном помогал бойцам в бою с Зеногелдом. Стихия бакуганов — Земля (Сабтерра). Главный бакуган — Волкан (англ. Vulcan). Бакуган-ловушка — Гексадос, был уничтожен Фарбросом. Появился в 4 сезоне 25-й и 26-й сериях, когда помогал бойцам сражаться с Маг Мэллом и его армией Хаос Бакуганов и Мектоганов. Как всегда на службе у Спектры, а его бакуган по-прежнему Волкан. Русский дубляж — Даниил Эльдаров.
- Шедоу Проув (англ. Shadow Prove) — один из сильнейших бойцов Даркуса. Очень экстравагантная и необычная личность, в характере которой сочетаются и плохие и хорошие стороны. Он очень эмоционален и по-детски обидчив, зачастую не умеет проигрывать, особенно бои бакуган. Единственный, кто не проявляет уважения к принцу Хайдрону, и даже наоборот, очень демонстративно выказывает своё невежество. На собраниях стоит в стороне, что говорит о его отдалённости от нормальных вестов. Его поведение можно счесть даже непристойным: он громко говорит на повышенных тонах, смеётся и высовывает при этом язык, довольно таки часто меняя выражение лица. Но никто не знает, настолько ли он сумасшедший, каким хочет казаться, или просто излишне чувствителен. Его волосы белого цвета, глаза, которые периодами становятся разных размеров, красные. По непонятной причине, имеет когти и клыки. Основные цвета костюма — чёрный, жёлтый и фиолетовый. Шэдоу проводит очень много времени рядом с Майлин, хотя они не считаются официальными партнёрами. Очень часто он пытается навязаться ей, показушничает и постоянно что-то болтает. Главный бакуган — сначала Хэйдэс (бакуган, созданный на основе ДНК Гидраноида), после того как Хэйдэс был уничтожен во время боя с Элис и Чен-Ли, он был заменён на МакСпайдера, который был уничтожен Гелиосом во время поединка с Китом в образе Спектры Фантома. Бакуган-ловушка — Фортресс. Русский дубляж — Денис Некрасов (изначальный) и Даниил Эльдаров.
- Майлин Фэрроу (англ. Mylene Farrow) — холодная красавица. Имеет голубоватые волосы и синие глаза. Гордая, самолюбивая и надменная. Очень коварна. Сильнее всех жестока по отношению к бакуганам. Отправлена в другое измерение вместе с Шедоу по собственной вине. Перед тем как её затянуло в другое измерение Мира и Кит старались ей помочь, но она сказала что лучше погибнет, чем примет помощь от врагов. Стихия бакуганов — Вода (Аквос). Главный бакуган — Элико (англ. Elico), позже механический скат Макьюбасс (англ. Macubass). Макьюбасс был расплавлен Вилдой во время поединка с Мирой, оставив только его ноги. Бакуган-ловушка — Трайпод Тетта. Русский дубляж Майлин — Людмила Ильина.
- Линк Волан (англ. Lync Volan) — государственный шпион. Лживый, самолюбивый и лицемерный. Имеет розовый цвет волос и голубые глаза. В 47 серии выясняется что Линк влюблен в Элис — пытался её предупредить об опасности, отправившись на Землю. На Земле вынужден был сражаться с принцем Хайдроном и проиграл, не успев предупредить Элис. Хайдрон отправил Линка в другое измерение. Но несмотря на это, прежде чем Линк полностью отправился в другое измерение, он бросил свою перчатку, которую впоследствии нашла Элис. В ней та нашла карту памяти с разработками отца Миры и Кита — профессора Клэя (под разработками профессора Клэя подразумевается Альтернативное оружие — смертоносная боевая система, способная уничтожать целые Галактики). Позже с Волтом приходил к Хайдрону во сне, говоря, чтобы он победил отца и занял его место. Стихия бакуганов — Ветер (Вентус). Главный бакуган — механическая птица Алтэйр (англ. Altair), которая сломалась в 11 эпизоде. В 30 эпизоде его новым бакуганом стал Элуз (англ. Aluze), который является апгрейдом Алтэйра. Элуз был уничтожен Драоидом в поединке с Хайдроном. Бакуган-ловушка — Вайрэд. Русские голоса Линка — Денис Некрасов (изначальный) и Даниил Эльдаров.
- Волт Ластер (англ. Volt Luster) — боец Хаоса. Большой и сильный. Излишне самоуверен и иногда задирист, но уважает своих противников. В 46-м эпизоде ушёл из Вексов, так как решил, что они зашли слишком далеко. Хотел вернуться на Вестал, но принц Хайдрон помешал ему: Волт победил его в битве, но принц отправил его в другое измерение, однако Волт пообещал Хайдрону, что его ждёт жестокая расплата за всю боль и все несчастья, которые он причинил невинным жителям. Затем он вместе с Линком приходил к Хайдрону во сне, говоря, чтобы он победил и сверг с престола своего отца. Главный бакуган — клоун-марионетка Бронтис (англ. Brontes), позже механический самурай Борэйц (англ. Boriates). Был очень привязан к Бронтису, и, когда Майлин выбросила его, был в ужасе. Ради того, чтобы вернуть его, сражался с Гасом, который подобрал и модифицировал Бронтиса при помощи Запретной Карты Икс Хаос Эффекта. В битве проиграл, а Бронтис был выброшен Гасом куда-то в Новую Вестройю. Бакуган-ловушка — Дайнэмо (Дрон Спайдер), потом Хэкстар (Карверт). Русский дубляж — Радик Мухаметзянов.
- Принц Хайдрон — самолюбивый и алчный принц, сын Зеногелда. 16 лет. Имеет привычку крутить локоны своих волос. Почти все его подчиненные, вексы недолюбливают его. Принц Хайдрон заменил Гаса после того, как он ушёл из Вексов. Отправил Линка и Волта в другое измерение, однако после этого они постоянно приходили к нему во снах и призывали победить и свергнуть с престола Зеногелда. Не получал от отца никакого одобрения, поэтому он мечтал занять его место на троне, вскоре по совету призрачных Линка и Волта сражался с ним за трон и проиграл, после чего был посажен отцом в тюрьму. В сражении с Альтернативой Хайдрон спас жизнь Гасу, уничтожив Фортрессов (в благодарность за освобождение из тюрьмы). Когда бойцы разрушили силовой реактор Альтернативы, Драоид деактивировал Фарброса, не дав Зеногелду сбежать и схватил короля. После взорвался вместе с ним и погиб. Стихия бакуганов — Земля (Сабтерра). Главный бакуган — механический ниндзя Драоид, третий по силе бакуган после Борэйца и Фарброса. Русский дубляж — Прохор Чеховской.
- Король Зеногелд  — главный антагонист 2 сезона. Изгнанный король вестов. Невероятно жестокий, злобный и кровожадный. Ненавидел всех бакуганов и мечтал их уничтожить. Заменил Спектру после того, как он ушёл из Вексов. Уничтожил всех Легендарных Воинов Стихий для того, чтобы получить энергию стихий, с помощью которой планировал запустить систему уничтожения бакуганов. После того, как его план провалился, он хотел взорвать Вестал, Землю и Вестрою, а после, покорить всю вселенную при помощи альтернативного смертельного оружия, созданного профессором Клэем. До последнего сражался против бойцов. Зеногелд погиб во время взрыва альтернативного оружия, не без участия Хайдрона, который его предал. Стихия бакугана — Огонь (Пайрус). Его бакуганом является механический дракон Фарброс, который может объединяться с системой Ассейл в Боевой Порядок (4200 G) (Поэтому он и побеждал всех своих противников), а позже и с Альтернативой, становясь самым разрушительным оружием. Не проиграл ни одной битвы, кроме последней, ставшей для него фатальной. Русский дубляж — Олег Куценко.
- Профессор Клэй Фермин — отец Миры и Кита. Создавал кибер-бакуганов на основе ДНК настоящих. Также создал систему уничтожения бакуганов и Альтернативное оружие. Мира старалась уговорить его покинуть сторону зла, но он остался верен королю до самой своей смерти. Но он старался заботиться о своих детях. Одержим своими исследованиями настолько, что сошёл с ума. Погиб во время крушения базы, но успел просмотреть послание принцессы Фабии Шин. Актёр русского дубляжа — Олег Куценко.

## Bakugan Gundalian Invaders

### Бойцы
- Фабия Шин (англ. Fabia Sheen) — младшая сестра королевы Нифии — Серены. Отлично владеет боевыми навыками. Носит обычно белый плащ поверх короткого жёлтого комбинезона и белые сапоги. Была послана Сереной на Землю, чтобы найти лучших игроков в бакуган, которые помогут положить конец войне с Ганделией. Когда она пришла к бойцам, ей не поверил никто, кроме Шуна который решил выслушать её рассказ, и помог ей доказать что Рэн Кроллер — враг. Позже Рэн признал свои ошибки, она его простила и позволила вступить в команду бойцов. Также выясняется, что у неё был жених — Джин, но он был убит Казариной. После этого она сама отправилась в Гандэлию, чтобы спасти Аранота от Казарины, ибо бакуган Джина был единственным, что напоминало Фабии о её погибшем женихе, о котором она сильно тоскует, но старательно скрывает свои эмоции. Фабия заменила бакуганов Джейка, Шуна и Маручо на настоящих, т.к у них были лишь цифровые клоны. Появилась в Импульсе Мехтаниума, но уже как королева Нифии. Стихия её бакуганов — Свет (Хаос). Главный бакуган — рыцарь-ниндзя Аранот (англ. Aranaut). Боевой механизм — Боевой крушитель. Русский дубляж — Ольга Шорохова и Людмила Ильина.
- Джейк Вэллори (англ. Jake Vallory) — выходец из Бэйвью. Стал новым другом Дэна, когда Дэн приехал в этот город. Он увлекается американским футболом. Он никогда раньше не играл в бакуган, проиграл в своей первой битве, но победил в матче-реванше благодаря советам Джули. Сейчас он хороший боец. Какое-то время был завербован Казариной, и сражался на стороне Гандэлии, но был побеждён бойцами и вернулся в команду, освободившись от гипноза. Как и остальные является рыцарем замка, элитным солдатом гвардии Нифии. Стихия его бакуганов — Земля (Сабтерра). Его главный бакуган — титан Коредэм (англ. Coredem). Коредэм сначала был цифровым клоном, но затем Фабия заменила его на настоящего бакугана. Боевой механизм — Скальной молот. Актёр русского дубляжа — Денис Некрасов.
- Рэн Кроллер (англ. Ren Krawller) — ганделианец, замаскированный под человека, которого прислал на Землю император Бародиус, чтобы найти сильных бойцов и нанести поражение Нифии. Сначала Рэн подружился с бойцами ещё в конце сезона «Новая Вестройя» и долгое время им лгал, пока не появилась Фабия. После того, как бойцы поняли, что он враг, он отправился обратно к Бародиусу, однако позже, он вновь присоединился к бойцам — Фабия его простила. Стихия его бакуганов — Тьма (Даркус). Его главный бакуган — демон-рыцарь Лайнхолт (англ. Linehalt) (последний из древнего племени Тёмных Бакуганов, обладавших Запретными Силами). Боевой механизм — Бумикс. Рэн показал свой истинный облик после боя с Маручо. В облике человека Рэн имеет тёмную кожу, белые волосы и светло-карие глаза. Принимая реальную форму Рэн похож на гуманоида. От человека гандэлианца отличают фактически только заострённые уши, когти, рептильные глаза и ступни как у динозавра. Появился в Импульсе Мехтаниума, но уже как капитан вооружённых сил Гандэлии под началом Нурзака. Его бакуган по-прежнему Лайнхолт. Русский голос Рэна — Даниил Эльдаров. Голос Рэна в детстве — Ольга Шорохова.

### Тайные агенты Ганделии
- Сид Аркэйл (англ. Sid Arkail) — боец Пайруса. По характеру похож на Волта Ластера из Новой Вестройи. Предположительно был уничтожен императором, но выяснилось что он жив и находится в лаборатории Казарины. Позже он сбежал. Упал со скалы во время битвы и погиб. Главный бакуган — рубиновый дракон Рубаноид (англ. Rubanoid). Боевой механизм — Дестракон. Русский дубляж — Олег Куценко.
- Лена Айсис (англ. Lina Aisis) — боец Аквоса. Действует аналогично Майлин Фэрроу в Новой Вестройе. Очень умна, хитра и рассудительна. Проиграла в бою, и чтобы избежать наказания от Казарины решила на неё напасть. Но Казарина узнала о задуманном ею, и предположительно её убила. Однако позже выяснилось что она жива, но находится в ловушке лаборатории Казарины. Была освобождена и загипнотизирована Казариной, но из-за её гибели, пришла в себя и восстала против Бародиуса. Главным бакуганом — гидра Фосфос (англ. Phosphos). Боевой механизм — Терроркрест. Русский дубляж — Людмила Ильина.
- Зенет Сурров (англ. Zanat Surrov) — боец Хаоса. Зенет является очень странной личностью, и она сильный боец. Очень напоминает Шэдоу Проува своими манерами и характером. Была предположительно убита, но оказалось что она в лаборатории Казарины. Была освобождена и загипнотизирована Казариной, но из-за её гибели, пришла в себя и восстала против Бародиуса. Главный бакуган — рыцарь Контэстир (англ. Contestir). Боевой механизм — Спартабластер. Русский дубляж — Ольга Шорохова и Людмила Ильина.
- Мэйсон Браун (англ. Mason Brown) — боец Сабтерры. Он был первым с кем сражался Джейк. Предположительно погиб, когда Священная Сфера выпустила волну защитной энергии, чтобы предотвратить уничтожение Нифии. Однако он оказался живым, что показывают в 29 серии, и встал на сторону Нифии. Главный бакуган — виверн Эвиор (англ. Avior). Боевой механизм — Лэшор. Актёр русского дубляжа — Олег Куценко.
- Джесси Гленн (англ. Jessy Glenn) — боец Вентуса. Очень сильный боец. Говорит с Британским акцентом. Знаменитый поэт и актёр Гандэлии, известный своими повестями и высказываниями. Смог победить сам Хактора и Нео Зипрейтора. Позже был якобы убит, но потом он был показан в лаборатории Казарины с остальными. Был освобожден и загипнотизирован Казариной, но из-за её гибели, пришёл в себя и восстал против Бародиуса. Главный бакуган — дракон Плифеон (англ. Plitheon). Боевой механизм — Вилантор (Соник Гир). Русский голос Джесси — Даниил Эльдаров.

### Боевая Дюжина Гандэлии (The Twelve Orders)
Элитный отряд Гандэлии, состоящий из 6 представителей правящего класса. Их задача — завладеть Священной Сферой Нифии и использовать её силу, чтобы покорить Вселенную.
- Император Бародиус (Маг Мэлл)  — лидер Боевой Дюжины, правитель Гандэлии. Он родился в семье, которая уже много поколений управляет Гандэлией. Является основным антагонистом во Вторжении Гандэлианцев. Мало говорит, но при этом дьявольски умен и коварен. Он может стрелять молниями, способными убить человека. Его главная цель — покорить Нифию и всю Вселенную, используя силу Священной Сферы. Больше всего он доверяет Гиллу как брату. Стихия его бакуганов — Тьма (Даркус). Его главный бакуган — дараконоид Дарак (англ. Darak), боевой механизм — АирКор (AirKor), мегаконструктор — Дарак Колоссус. Появился в Импульсе Мехтаниума, но уже как Маг Мэлл, а Дарак появился как Рэйзеноид (мутировали в результате контакта со Священной Сферой Нифии). Оба постоянно мучили Дэна и Драго видениями, и в это время Дэн мог читать его мысли, но и Маг Мэлл мог делать то же самое. Они имели Врата (ДНК первых бакуганов, мутировавшая после контакта с Кодом Жизни) и Ключ (Код-ключ, также мутировавший после контакта с Кодом Жизни), но не полные фрагменты, что и требовали от Дэна и Драго. Также получал силы от боев в Бакуган Интерспэйс, чтобы возродиться. Имел слуг — Анубиаса и Селлон, которые бились с отчаянными бойцами. Позже после того, что они выполнили его планы и стали ненужными, он их убил. Погибли оба на Луне в 26-й серии от атаки Драго, когда он эволюционировал во Фьюжн Драгоноида. Русский дубляж — Олег Куценко.
- Эрзел — капитан вооружённых сил Гандэлии, высококвалифицированный специалист по информационным анализам. Ученик и протеже Гилла. Эрзел скрывается в тени, чтобы защитить Бародиуса. Погиб случайно, пытаясь спасти Гилла. Стихия его бакуганов — Ветер (Вентус). Его главный бакуган — крылатый самурай Страйкфлаер (англ. Strikeflier). Боевой механизм — Боевая Турбина. Русский дубляж — Денис Некрасов.
- Нурзак — старейшина Гандэлии. Служил ещё при предыдущем императоре. Очень умный и мудрый среди гандэлианцев. Хотя он самый старший участник Боевой Дюжины, у него больше всех физической энергии. В 32-й серии он раскрыл принцессе Фабии, что она напоминает ему дочь его друга в Гандэлии, которая погибла вместе с ним во время атаки, к которой они не были готовы. В бою очень хорошо планирует стратегии, и оценивает ситуацию. Был «убит» Императором Бародиусом, но был показан в 29-й серии вместе с Мэйсоном (а также в 4 сезоне), и вместе с Мейсоном встал на сторону Нифии, а после победы над Бародиусом он стал правителем Ганделии, сказал перед уходом на Ганделию, что он изменит её в лучшую сторону и укрепит дипломатические отношения с Нифией. Появился в Импульсе Мехтаниума, но уже как премьер-министр Гандэлии. Стихия его бакуганов — Земля (Сабтерра). Его главный бакуган — минотавр Сабатор (англ. Sabator). Боевой механизм — Чомпикс. Русский дубляж — Денис Некрасов (в третьем сезоне). В четвёртом сезоне — Олег Куценко.
- Гилл — спокойный и хладнокровный воин, который обязан верностью Императору Бародиусу и готов доверить ему свою жизнь. У него не было родителей, и он воспитывался Императором Бародиусом, на которого смотрел как на старшего брата. Наставник Эрзела. По приказу Императора Бародиуса, он пойдёт в бой независимо от того правильно это или нет. Считает, что надо всегда следить за языком и отвечать за свои слова и поступки, а не подставлять других. Он убил Казарину, так как она посчитала его ненужным и за это позже сам поплатился жизнью. Стихия его бакуганов — Огонь (Пайрус). Его главный бакуган — самурай Кракикс (англ. Krakix). Боевой механизм — Вайсер. Русский дубляж — Даниил Эльдаров.
- Стоика — двойная личность — может быть ангелом, а может дьяволом. Когда он ангел, он весёлый и забавный, но когда он в режиме дьявола, он очень жесток и безумен, и никто не может его остановить. Его противнику в бою очень сложно отгадать его следующий ход. Много раз спасал Гандэлию благодаря своим гениальным способностям в битве. Он самый младший участник Боевой Дюжины. Попал в радиус поражения луча Дарака, когда тот целился в Драгоноида Колоссуса и погиб вместе с ним. Стихия его бакуганов — Вода (Аквос). Его главный бакуган — лобстер Лифириус (англ. Lythirus). Боевой механизм — Рэйзоид. Русский дубляж — Даниил Эльдаров.
- Казарина  — хитрая, хладнокровная и безжалостная личность, по утверждению Гилла, она верна самой себе и ни перед чем не остановится. Ради своих целей готова плести интриги и подставлять соратников. Её целью является развитие способностей бакуганов, которые могут соперничать с Нифией. Она — единственный учёный, знающий тайну эволюции бакуганов, за что Император Бародиус и назначил её директором исследовательского центра биологии бакуганов. Ходят слухи, что она проводит над бакуганами жестокие биологические эксперименты. Казарина может гипнотизировать людей, что она и делает, чтобы заставить их сражаться на стороне Гандэлии. Стала правой рукой Бародиуса, сместив Гилла, за что тот, горя от обиды, убил её. Стихия её бакуганов — Свет (Хаос). Её главный бакуган — девятихвостый волк Лумаграул (Англ. Lumagrowl). Боевой механизм — Бэриэс. Русский дубляж — Людмила Ильина.

### Другие персонажи
- Лайнус Клод (англ. Linus Claude) — королевский рыцарь Нифии. Был послан капитаном Элрайтом, чтобы он отдал Фабии бакугана Нео Зибзама, который хранит Элемент. (Элемент — это жизненная сила Нифии, без него Нифия превратится в неплодородную пустыню. Поэтому Гандэлия хочет забрать Элемент, чтобы он помог ему в битве с Нифией. Является частью силы, заключённой в Священной Сфере). Он прибыл на Землю, стараясь найти Фабию, но потерял Нео Зибзама в бою против Рэна и Джесси. После этого он попал в больницу, так как его завалило обломками на арене боя. Стихия его бакуганов — Огонь (Пайрус). Главный бакуган — Нео Зипрэйтор (англ. Neo Ziperator), потом Рубаноид. После того, как Зипрэйтор передал Драго Элемент, он явился к Лайнусу во сне, чтобы рассказать об этом и попрощаться с другом. Позже вернулся на Нифию, где продолжил службу в рядах королевских рыцарей.
- Королева Серена (англ. Queen Serena) — королева Нифии, и старшая сестра Фабии. Достаточно красивая. Именно она послала Фабию на Землю, чтобы найти сильных бойцов которые помогут защититься от Ганделии. Очень беспокоится о Нифии и о своём народе.
- Капитан Элрайт (англ. Captain Elright) — главнокомандующий войсками Нифии. Когда первый оборонительный щит Нифии был разрушен, послал Лайнуса на Землю, чтобы передать Фабии Нео Зибзама, а сам взят в плен к Гандэлии. Позже сбежал и вернулся на Нифию. Сделал бойцов вместе с Фабией королевскими рыцарями. Стихия его бакуганов — Свет (Хаос). Главный бакуган — Рапторикс (англ. Raptorix), позже его бакуганом стал Аранот, бакуган-напарник Фабии.
- Джин (англ. Jin) — бывший капитан Нифианских войск и жених Фабии. Убит Казариной и Лумаграулом в бою. Фабия носит с собой приборчик с голограммой Джина, как воспоминание о нём. После того, как Казарина убила Джина, у Фабии проявилось недоверие ко всем гандэлианцам. Стихия — Свет (Хаос). Главный бакуган — Аранот (после его смерти перешёл к Фабии).

## Bakugan Mechtanium Surge

### Бойцы
- Рэйф - королевский рыцарь Нифии, которого принцесса Фабия отправила на Землю, чтобы помочь боевикам с угрозой мектоганов. С тех пор, как Отчаянные бойцы помогли спасти Нифию во время войны с Императором Бародиусом, Рэйф, наряду с другими членами королевских рыцарей, обратил внимание на Дэна и его бойцов. Рэйф был разочарован, когда он и Пэйдж обнаружили, как сильно изменились бойцы, когда Дэн и Драго ушли, но он никогда не переставал верить в Отчаянных бойцов. После поражения Маг Мэлла, Рэйф вернулся на Нифию. Стихия — Свет (Хаос). Главный бакуган — рыцарь Вульфьюрио. Бакунано — Спирэгис. Русский дубляж — Даниил Эльдаров.
- Пэйдж - солдат Гандэлии, которого послала на Землю принцесса Нифии Фабия, чтобы помочь бойцам справиться с угрозой мектоганов. Пэйдж и Болдерон любят атаковать головой в битве. Когда Пэйдж впервые встретила бойцов, она не была впечатлена их поведением и не могла понять, почему Рэйф посмотрел на них. Позже, хотя Пэйдж передумает и выясняет, почему Рэйф смотрит на них, когда Маручо разрабатывает план, чтобы выиграть соревнование. Позже Пэйдж признает, что она, возможно, была слишком вспыльчива с ее первым суждением о Шуне и Маручо. После поражения Маг Мэлл Пэйдж вернулась на Гандэлию. Стихия — Земля (Сабтерра). Главный бакуган — Болдерон. Бакунано - Слингпай. Актриса русского дубляжа Пэйдж — Людмила Ильина.
- Ганс Лизар - новый член Отчаянных бойцов. У Ганса светлые волосы, он носит серый с красной подкладкой комбинезон. Его глаза фиолетовые. Он считает себя величайшим соперником Дэна и имеет несколько дерзкую личность. Сражался с Дэном на Турнире Победителей в Бакуган-Сити, но пропал без вести во время вторжения мектоганов из Измерения Смерти. Оказалось, он был захвачен Мудрецом и что он поглощал энергию Ганса, а также крал его внешность, используя виноградные лозы, позже он освободился. Позже он сам принял облик Мудреца после того, как Кордегон перестал его использовать, став вторым Мудрецом (только в красном костюме) и поклявшись отомстить Дэну за то, что тот направил против него Рэптака. Он потерпел поражение, а затем отказался от пути зла и воссоединился с бойцами и Рэптаком. Стихия — Свет (Хаос). Главный бакуган — Рэптак. Броня - Думтроник и Комбустоид. Русский дубляж Ганса — Даниил Эльдаров, Мудреца — Денис Некрасов.
- Крис - Одна из участниц команды Селлон. Стихия боя Сабтерра, позже Даркус. По характеру очень напоминает Джули. Весёлая и жизнерадостная, но вместе с тем иногда ведёт себя, как ребёнок. Одета в серый комбинезон. После предательства Селлон присоединилась к бойцам и помогала им в битве с бакуганами Хаоса.
- Сун - Одна из участниц команды Селлон. Стихия боя Хаос. Была самой преданной поклонницей Селлон. Старалась следовать за ней куда угодно и постоянно ей подражать во всём. В отличие от Крис она более спокойная и при этом серьёзная. Одета в красное платье. Очень тяжело переживала предательство Селлон и чуть не впала в депрессию из-за этого, но потом поняла, что в мире есть и другая истинная красота и присоединилась к бойцам в битве.
- Бен - Участник команды Анубиаса. Стихия боя Пайрус. Задиристый и самоуверенный. После предательства Анубиаса присоединился к бойцам.
- Робин - Участник команды Анубиаса. Скромный и малоразговорчивый. Позже присоединился к бойцам.
- Джек - Младший участник команды Анубиаса, но при этом самый самоуверенный и наглый. Имеет тёмный цвет кожи. Позже присоединился к бойцам.
- Но - Был ярым поклонником Дэна Кузо, но после его дисквалификации из турнира отвернулся от него и перешёл в команду Анубиаса. После предательства Анубиаса он вновь поверил в Дэна, а также стал новым лидером команды Анубиаса, и под его руководством остальные бывшие участники сражались с бакуганами Хаоса.

### Армия Хаоса
- Анубиас - лидер одноимённой команды и искусственное создание Бародиуса, чья внешность напоминала гандэлианца. Он был бойцом Даркуса. Анубиас был конкурентоспособным бойцом, готовым сражаться в любой борьбе. Будучи не совсем плохим человеком, он смотрел свысока на тех, у кого были слабости или оправдания. У него появилось желание уничтожить Дэна. Маг Мэлл поглотил и убил его в эпизоде «Незавершённое дело». Его оплакивали Ной и Дэн, которые поклялись, что Маг Мэллу это не сойдет с рук. Актёр русского дубляжа — Даниил Эльдаров.
- Селлон - лидер одноимённой команды и искусственное создание Бародиуса, чья внешность напоминала нифианку. Она была бойцом Вентуса. У Селлон была таинственная личность и серьезное отношение к драке. Она любила стиль и грацию в битве и жила честью. В отличие от большинства нифианцев, чья форма в основном сине-белая, форма Селлон черная, с волосами, похожими на щупальца. У нее также есть 6 глазных украшений на груди, очень похожих на Хаос Бакуганов. В конце эпизода «Опасная красавица» она украла ключ Дэна и отдала его Магу Мэллу, но затем была поглощена и жестоко убита им.

## Главные бакуганы
- Драго (Драгоноид) (англ. Dragonoid, Drago) — бакуган-напарник Дэна и главный герой (вместе с Дэном). Дракон. Стихия — Огонь (Пайрус). Лидер бакуганов отчаянных бойцов, имеющий сильные убеждения и мораль, и, возможно, самый могущественный из всех бакуганов. Он обладает способностью излучать сильный жар в бою, растворяя все вокруг себя. Он оснащен высоким интеллектом. Он ограничен в боевой подвижности, но компенсирует ее мощными ударами, от которых почти невозможно оправиться. Он способен бесконечно развиваться самостоятельно, и с каждой эволюцией это делает его сильнее, и это приближает его на один шаг к Центру Равновесия. Раньше всех встретил Нагу и Вэйф. В самом начале они с Дэном заключили договор, но после их отношения становятся более теплыми, и они становятся лучшими друзьями. Драго уничтожает Вэйв по её просьбе и получает Зону Бесконечности, становясь тем самым одним из сильнейших бакуганов (позднее Сильнейшим). После победы над Нагой Драго, получив обе Зоны, отправился в центр Вестройи, и чтобы вернуть Вестройе первоначальный вид, совершил Волшебный Переворот и сам стал центром Новой Вестройи. Когда Вестройя восстановилась, все бакуганы вернулись в свой мир. В Новой Вестройе он с помощью Легендарных воинов Вестройи отделился от Центра Вестройи, снова стал бакуганом и воссоединился с Дэном, чтобы спасти бакуганов от вексов. Был побежден Гелиосом и на некоторое время стал бакуганом Спектры, но позднее вернулся к Дэну, благодаря Апполониру, древнему воину Пайруса. Эволюционировал десять раз: в Дельта Драгоноида (во время битвы с объединёнными силами Клауса Фон Герцена, Чен-Ли и Хулио Сантареса); в Совершенного Драгоноида (после испытания Легендарных воинов Вестройи, которое состояло не только в сражении с воином Пайруса (Апполониром), но и в победе над всеми своими друзьями); в Бессмертного Драгоноида, когда поглотил Зону Бесконечности (на этой стадии эволюции, он стал Сильнейшим Бакуганом и он мог использовать способности всех Шести Стихий); в Нео Драгоноида, когда Легендарные воины Вестройи помогли ему отделиться от Центра Равновесия и снова стать бакуганом; в Кросс Драгоноида, когда поглотил элементарную энергию Апполонира; в Геликс Драгоноида — когда он защищал бакуганов от системы Bakugan Termination; в Люмино Драгоноида, когда получил Элемент от Зипрэйтора; в Блиц Драгоноида, когда победил Драгоноида Колоссуса; в Титаниум Драгоноида, когда окончательно победил Императора Бародиуса и Дарака; в Фьюжен Драгоноида, во время решающей битвы с Маг Мэллом и Эволюционировавшим Рэйзеноидом, используя Силу Врат и Ключа. Русский дубляж — Олег Куценко.
- Тигрэрра (англ. Tigrerra) — бакуган-напарница Руно. Тигрица. Стихия — Свет (Хаос). Всегда готова к бою, очень рассудительна, отличный и верный друг. Очень уважительно относится к Руно, называя её «госпожой». В Новой Вестройе некоторое время сражалась вместе с Бэроном Лэлтоем из Фронта Сопротивления Бакуган, но он проиграл Спектре, и Тигрэрра попала в плен к вексам. Стала бронзовой статуей, но после спасения вернулась к Руно. Эволюционировала в Блейд Тигрерру после испытания Легендарных воинов Вестройи. Самая сильная после Драго и Гидраноида. Актриса русского дубляжа Тигрэрры — Людмила Ильина.
- Скайресс (англ. Skyress) — бакуган-напарница Шуна. Птица-феникс. Стихия — Ветер (Вентус). Скайресc была подарена Шуну его больной матерью для того, чтобы он не бросал игру в Бакуган. Шун ею очень дорожит и составил такую тактику игры, чтобы не потерять её в случае проигрыша. Всегда поддерживает Шуна, в бою хладнокровна и решительна. В Новой Вестройе была побеждена Гелиосом и стала бронзовой статуей. После спасения решила остаться в Вестройе, следить за порядком на планете, но прилетела помочь Шуну победить Линка Волана. Эволюционировала в Ураганную Скайресс после испытания Легендарных воинов Вестройи. Русский дубляж Скайресс — Людмила Ильина.
- Прейяс (англ. Preyas) — бакуган-напарник Маручо. На вид — наполовину человек, наполовину ящерица-хамелеон. Стихия — Вода (Аквос), но Прейяс также может менять свою стихию на Тьму (Даркус) и Землю (Сабтерру). Имеет очень жизнерадостный нрав и неистощимый запас шуток. Был побежден Сиреной (бакуганом-напарницей Клауса) и перешёл к Клаусу, но после тот вернул его Маручо. В Новой Вестройе был побежден Гелиосом и превращен в бронзовую статую. После спасения вернулся к Маручо. Прейяс влюблён в Эльфин. Несмотря на это, они с Эльфин часто ругаются и ссорятся. Эволюционировал после испытания Легендарных воинов Вестройи. В результате эволюции получил своего двойника, имеющего два альтер эго — Анджело, имеющего силы одновременно Аквоса и Хаоса, и Дьябло, имеющего силы Аквоса и Пайруса. Русские голоса Прейяса в первом сезоне — Сергей Бурунов (изначальный) и Денис Некрасов. Во втором сезоне — Даниил Эльдаров.
- Горем (англ. Gorem) — бакуган-напарник Джули. Могучий гигант-великан, немного напоминающий меха Гандама. Стихия — Земля (Сабтерра). Спокойный и невозмутимый, в бою немного медлителен, но компенсирует это силой ударов, оправиться после которых практически невозможно. В Новой Вестройе был побежден Гелиосом и превращен в бронзовую статую, но после спасения вернулся к Джули. Эволюционировал в Горема-Молотобойца после испытания Легендарных воинов Вестройи. Русский дубляж — Олег Куценко.
- Гидраноид (англ. Hydranoid) — бакуган-напарник Маски, позднее Элис. Дракон. Стихия — Тьма (Даркус). Постоянный соперник Драго. При партнерстве с Маской был кровожадным и безжалостным, ему даже доставляло удовольствие отправлять побеждённых бакуганов в Измерение Смерти, но, перейдя к Элис, он изменился, стал добрым и справедливым, и даже признал лидерство Драго. Служа Наге, должен был заполучить Зону Бесконечности. В Новой Вестройе был побежден Гелиосом и взят в плен. На основе его ДНК был создан кибер-бакуган Шедоу — Хэйдэс, который позднее был уничтожен. Стал бронзовой статуей, после спасения вернулся к Элис. Эволюционировал дважды (Двойной Гидраноид при эволюции получает дополнительную голову. После эволюции в Альфа Гидраноида — 3 головы, 3 хвоста и 3 пары крыльев): Первый — после победы над всеми бакуганами бывших союзников Маски: Билли, Комбо, Хулио, Чен-ли и Клауса. Второй — после испытания Легендарных воинов Вестройи. Русский голос Гидраноида — Олег Куценко.
- Многоликий — бакуган-напарник Чен-ли. Восточный воин с тремя лицами-масками. Стихия — Огонь (Пайрус). Его 3 лица: Маска Ярости — заставляет Многоликого быть безжалостным к врагу, усиливает его способности (даёт доступ к Слиянию Способностей — Небо в грозу: Дождь Тысячи клинков). Маска печали — подавляет способности противника, делая его неуязвимым. Маска Нежности — делает более веселым Многоликого и увеличивает силу. Был побежден Гидраноидом и отправлен в Измерение Смерти, но после вернулся к Чен-ли.
- Сирена — бакуган-напарница Клауса. Русалка. Стихия — Вода (Аквос). Бакуган, которая победила Прейяса и отправила его в Измерение Смерти. У неё с Клаусом особая связь. Была побеждена Гидраноидом и отправлена в Измерение Смерти, но после вернулась к Клаусу.
- Орфей — бакуган-напарница Комбо. Девушка-птица. Стихия — Ветер (Вентус). Постоянно ругается с ним. Очень неуважительно относилась к Скайресс, но затем изменила своё мнение. Была побеждена Гидраноидом и отправлена в Измерение Смерти, но после вернулась к Комбо.
- Око света  — бакуган-напарник Хулио. Гигантский глаз с щупальцами. Стихия — Свет (Хаос). Не имеет дара речи, обладает способностью ослепляющего света, от которого противник ничего не видит и не может даже пошевелиться. Око было побеждено Гидраноидом и отправлено в Измерение Смерти, но после вернулось к Хулио.
- Циклоид  — бакуган-напарник Билли. Одноглазый великан. Его стихия — Земля (Сабтерра). Наносит мощные удары своим молотом, способен мощным ударом левой руки нанести противнику нокдаун и даже сломать вражескую Карту Ворот. Был побеждён Гидраноидом и отправлен в Измерение Смерти, но после вернулся к Билли.
- Жнец (англ. Reaper) — первый бакуган-напарник Маски. Похож на скелета с крыльями и рогами. Стихия — Тьма (Даркус). Мог отправляться Маской к другим бойцам для того, чтобы контролировать их. Он был отправлен Гидраноидом в Измерение Смерти по приказу Маски. Первый актёр дубляжа Жнеца — Сергей Бурунов, второй — Сергей Балабанов, третий — Денис Некрасов.
- Нага (англ. Naga) — бакуган-напарник Хелджи, белый, или забытый бакуган, появившийся в результате разделения Вестройи на 6 миров. Дракон. Имеет сестру Вэйф. Не имея собственной силы, он решил захватить Зону Бесконечности и Зону Безмолвия (разделённый в результате разделения на 6 миров Центр Вестройи), чтобы установить своё господство над Вселенной. Но был затянут Зоной Безмолвия, а Зона Бесконечности отошла его сестре Вэйв. Застряв в Зоне Безмолвия, начал качать силу и могущество и с помощью верных слуг, пытался победить Отчаянных Бойцов. В конце концов, Нага сумел обуздать Зону Безмолвия, и стал одним из двух сильнейших бакуганов. Был побежден и уничтожен Драго из-за перенасыщения энергией, которая объединяет всех людей и бакуганов. Первый актёр дубляжа Наги — Сергей Бурунов, второй — Сергей Балабанов, третий — Денис Некрасов, четвёртый — Олег Куценко.
- Вэйв (англ. Wavern) — бакуган-напарник Джо, белый бакуган. Дракон. Сестра Наги. Возлюбленная Драго. Когда Нага был втянут Зоной Безмолвия, Вэйв вобрала в себя Зону Бесконечности. Используя её положительную энергию, она стала творить добро. Боясь, что Нага сможет отобрать у неё Зону Бесконечности, убив её, она уговорила Драго убить её первым, забрав тем самым Зону Бесконечности. Очень добрая и самоотверженная (она даже не желала использовать силу Зоны Бесконечности, чтобы помочь себе). Незадолго до финального сражения начала испытывать мучительную боль, когда Нага пытался засечь местонахождение Зоны бесконечности, и поэтому была слишком больна и слаба, чтобы сражаться с Нагой на равных. Голос Вэйв — Людмила Ильина.
- Легендарные Воины Вестройи — легендарные бакуганы, в древности пожертвовавшие собой ради сохранения баланса в Вестройе. На протяжении всех сражений помогают Отчаянным бойцам. В Новой Вестройе помогли Драго отделиться от Центра Равновесия и снова стать бакуганом, чтобы он мог спасти Вестройю от вексов. Были уничтожены королём Зеногелдом, но успели передать бойцам энергию стихий.
  - Апполонир  — воин Пайруса. В обычной форме — высокий воин, весь в красном. В форме бакугана — дракон. Испытывал Дэна и Драго боем с безумным клоуном, под маской которого оказалась Руно, как и все остальные. Временно стал бакуганом-напарником Дэна, чтобы тот смог отбить Драго у Спектры Фантома. Был уничтожен королём Зеногелдом, но успел передать свою энергию Драго.
  - Клейф  — воин Сабтерры. Испытывал Джули и Горема боем со старшей сестрой Джули. Был уничтожен королём Зеногелдом, но успел передать свою энергию Вилде.
  - Ларс Лайен  — воин Хаоса. В обычной форме — высокая женщина в белом. В форме бакугана — женщина-воин наподобие греческой богини Афины с луком, сотканным из света. Испытывала Руно и Тигрерру боем с маленьким Дэном. Была уничтожена королём Зеногелдом, но успела передать свою энергию Нэмусу.
  - Эксидра  — воин Даркуса. В обычной форме — воин в чёрном. В форме бакугана — дракон наподобие Лернейской гидры, обладающий невероятными способностями. Испытывал Маску и Гидраноида боем с Элис. Был уничтожен королём Зеногелдом, но успел передать свою энергию Персивалю.
  - Фрош  — воин Аквоса. В обычной форме — старик с посохом, в синем. В форме бакугана — гигантская лягушка. Испытывал Маручо и Прейяса боем с двойником Маручо, сотканным из воды. Был уничтожен королём Зеногелдом, но успел передать свою энергию Эльфин.
  - Оберон  — воин Вентуса. Испытывала Шуна и Скайрес боем с маленькой матерью Шуна. Была уничтожена королём Зеногелдом, но успела передать свою энергию Инграму.
- Тейгон и Хейреди — бакуганы, появившиеся в результате слияния миров ветра и воды, хранители портала в этом мире. Тейгон — гигантская рыба, из головы которой выходит тело девочки. Хереди — крылатый воин-гуманоид. Обладают силой как Воды (Аквоса), так и Ветра (Вентуса), но Тейгон в большей мере Аквоса, а Хереди — Вентуса. Служили Наге по собственной воле. Настойчивы и самоуверенны. В своем мире были побеждены Шуном и Маручо. На Земле Тейгон была побеждена и убита объединёнными силами Маручо с Дженни и Джус («JJDolls»). Хереди был побежден и убит объединёнными силами Шуна, Комбо и Хулио.
- Рабиди и Триклоид — бакуганы-сестры, появившиеся в результате слияния миров Света (Хаоса) и Земли (Сабтерры), хранители портала в этом мире. Рабиди — бакуган, верхняя часть которого — девушка, а нижняя — гигант, постоянно заботится о Триклоиде. Триклоид — немного неуклюжий гигант с тремя глазами, очень чувствительная. Обладают силой как Света (Хаоса), так и Земли (Сабтерры), но Рабиди в большей мере Хаоса, а Триклоид — Сабтерры. Они совсем не злые бакуганы и нежно любят друг друга. Чтобы заставить их служить себе, Нага воздействовал на них отрицательной энергией. В своем мире устроили гонки для бойцов. На Земле Триклоид была побеждена объединёнными силами Билли, Джули и Нене (младшей сестрёнки Шуджи). Рабиди была побеждена объединёнными силами Элис, Клауса и Кристофера (близкого друга Элис). Впоследствии они отказались сражаться против бойцов и вернулись в свой мир.
- Сенториор и Друман — бакуганы, появившиеся из-за слияния миров Огня (Пайруса) и Тьмы (Даркуса), хранители портала. Сенториор — бакуган, сильно смахивающий на кентавра в рыцарских доспехах и с копьем в руке. Друман — бакуган, воин с головой ящерицы и двумя крыльями, похожими на руки скелета. Оба бакугана могут использовать и Пайрус, и Даркус, но Сенториор в большей мере пользуется Даркусом, а Друман — Пайрусом соответственно. Очень сильны. Служат Наге по своей воле, так как тот предложил им в обмен на службу контроль над новым миром Пайруса-Даркуса. В своем мире были обезврежены Дэном и Элис, которая пришла на помощь другу в облике Маски. На Земле были побеждены и убиты объединёнными силами Дэна, Руно, Маручо, Джули, Билли, Комбо, Клауса и Хулио.
- Нобилайен — самый старый и самый мудрый бакуган. Тигр. Стихия — Огонь (Пайрус). Рассказал Дэну и Драго о Волшебном Перевороте с помощью которого можно восстановить баланс в Вестройе. Был убит Хранителями портала (Сенториором и Друманом) в мире огня и тьмы.
- Вилда (англ. Wilda) — бакуган-напарник Миры. Мощный великан. Стихия — Земля (Сабтерра). Спокоен и насмешлив. Обладает способностью копировать приемы соперника и использовать их против них же. Эволюционировал, когда поглотил элементарную энергию Клейфа. Русский голос Вилды — Даниил Эльдаров.
- Персиваль (англ. Persival) — бакуган-напарник Эйса. Воин с головой дракона. Стихия — Тьма (Даркус). Эйс получил Персиваля от Миры, когда она после боя приняла его в ряды Фронта Сопротивления. Довольно силен. Когда Эйс и Дэн сражались между собой, Персиваль и Драго не могли победить друг друга в течение нескольких часов. Эволюционировал, когда поглотил элементарную энергию Эксидры. Русский дубляж — Радик Мухаметзянов.
- Нэмус (англ. Nemus) — бакуган-напарник Бэрона. Воин с посохом, немного напоминающий греческого бога Гермеса. Стихия — Свет (Хаос), но после эволюции Нэмус получил возможность менять стихию на Тьму (Даркус). Невозмутим и справедлив. Поначалу их отношения с Бэроном были не похожи на партнерство — все решал Бэрон, а Нэмус подчинялся. Но после того, как Драго рассказал Нэмусу о своем партнерстве с Дэном, их отношения стали равноправными. Эволюционировал, когда поглотил элементарную энергию Ларс Лаен. Русский голос Нэмуса — Радик Мухаметзянов.
- Инграм (англ. Ingram) — второй бакуган-напарник Шуна. Крылатый воин-ниндзя, способный в бою менять свою голову на птичью. Стихия — Ветер (Вентус). Инграм стал напарником Шуна, когда он попал в Новую Вестройю. По характеру очень напоминает Скайресс. До эволюции большинство зрителей принимало Инграма за девушку, но во второй части сезона «Новая Вестройя» его озвучивает другой актёр, давая ему более низкий голос и подтверждая его принадлежность к мужскому полу. Эволюционировал, когда поглотил элементарную энергию Оберон. Русский дубляж — Людмила Ильина (женский голос), Радик Мухаметзянов (мужской голос во втором сезоне) и Олег Куценко (мужской голос в четвёртом сезоне).
- Эльфин (англ. Elfin) — второй бакуган-напарник Маручо. Девушка-лягушка с шляпой в форме головы лягушки. Стихия — Вода (Аквос), но может менять свою стихию, также как и Прейяс, только на Тьму (Даркус) и Ветер (Вентус). Весьма весела и легкомысленна (своим характером, внешностью и трансформациями она пародирует красавицу-воина Сейлор Мун). Перед тем, как стать напарником Маручо, устроила ему испытания, которые он впрочем провалил. Часто ругается с Маручо и заставляет много тренироваться, так как хочет, чтобы её напарник был сильным. Влюблена в Прейяса, в 35-м эпизоде даже жертвует собой, чтобы спасти его, раненого в битве, от атаки Даркус МакСпайдера. Несмотря на это, они часто ссорятся и иногда дело доходит чуть ли не до драк. Эволюционировала, когда поглотила элементарную энергию Фроша. Актриса русского дубляжа Эльфин — Ольга Голованова.
- Гелиос (англ. Helios) — бакуган-напарник Спектры. Дракон. Стихия — Пайрус (Позже поменял стихию на Даркус). Имеет шипы по всему телу и крылья, помогающие ему быстро двигаться. При захвате Новой Вестройи победил всех 6 боевых бакуганов (Прейса, Горема, Скайресс, Гидраноида, Тигрэрру и Драго, хотя позже Дэн вернул последнего себе). Впоследствии много раз сражался с Драго (Причем все разы побеждал Драго). Гелиос был окончательно побеждён им в 44-й серии и вместе со Спектрой присоединился к Фронту Сопротивления, желая работать вместе с лучшими, а не противостоять им. До 44-й серии Гелиос питал сильнейшую ненависть к Драго и был готов на всё ради того, чтобы одержать над ним победу. В полнейшей степени его маниакальная ненависть к Драго проявилась в 44-й серии, когда, будучи на краю поражения, он раздирает себе когтями грудь и, несмотря на ужасную боль, вырывает из своего тела чип безопасности, чтобы система, встроенная в него, не вывела Гелиоса из игры, когда он будет слишком тяжело изранен, чтобы продолжать сражаться без риска для жизни. Эволюционировал трижды: Сначала эволюционировал с помощью технологий Вестов и стал полумеханическим бакуганом — Киборгом Гелиосом. Эволюционировал в Гелиоса МК2 с помощью Запретной карты Икс Хаос Эффекта и тех же технологий. Потом эволюционировал в Даркус Инфинити Гелиоса, поменяв Пайрус на Даркус. Русский дубляж — Радик Мухаметзянов (второй сезон, с 24 по 38 серии тембр голоса Гелиоса был намного ниже обычного) и Денис Некрасов (четвёртый сезон).
- Волкан (англ. Vulcan) — бакуган-напарник Гаса. Массивное существо, которое выше большинства бойцов. Стихия — Земля (Сабтерра). Могучие удары Волкана разрушают стальную броню. Его гигантские кулаки отделяются от его тела и могут поражать противника на расстоянии. Эволюционировал в Рекса Волкана при помощи Запретной карты Икс Хаос Эффекта.
- Нео Зипрэйтор (англ. Neo Ziperator) — бакуган-напрник Лайнуса. Стихия — Огонь (Пайрус). Хранит в себе Элемент — жизненную силу Нифии. Мощный бакуган. В бою с Рэном и Джесси Лайнус потерпел поражение и перешёл к Гандэлии. Но ганделианцы не знали, что в нём хранится Элемент, и на арене боя Нео Зипрейтор сумел передать Элемент Драго, что позволило ему опять эволюционировать и стать ещё сильнее. Позже Зипрэйтор является во сне Лайнусу, говоря, что передал Элемент Драго, и прощается со своим другом. Так как Элемент был тесно связан с Зипрэйтором, после того, как он был передан Драго, Зипрэйтор умирает. Актёр русского дубляжа Зипрэйтора — Олег Куценко.
- Аранот (англ. Aranaut) — бакуган-напарник Джина, затем Фабии, затем и капитана Элрайта. Стихия — Свет (Хаос). Аранот был бакуганом Джина, но был побеждён Казариной и забран к ней в лабораторию. Позже его спасла Фабия, однако после проведённых на нём жестоких экспериментов, он потерял память и считает, что всегда был бакуганом-напарником Фабии (позже выясняется, что это неправда). Он — сильный бакуган с хорошо развитыми способностями наступления, обороны и быстрых рефлексов в бою. В битве использует техники, отчётливо напоминающие древнее боевое искусство Муай-Тай (Тайский бокс). Ведёт себя в крайней степени культурно. К Фабии обращается исключительно «принцесса» или «принцесса Фабия». Аранот — верный и лояльный телохранитель Фабии, готовый на всё, чтобы обеспечить ей безопасность. Его главная цель — исполнить свой долг и во что бы то ни стало защитить принцессу от врага. Есть клонированная версия Аранота, но его никто не использовал (Цифровые аватары Бэрона и Маручо не в счёт). Русский голос Аранота — Денис Некрасов.
- Хактор (англ. Hawktor) — третий бакуган-напарник Шуна. Стихия — Ветер (Вентус). По внешности похож на ястреба. Довольно весёлый и сильный бакуган. Имеет навыки ниндзя, которые перенял у Шуна. Сначала у Шуна был цифровой клон Хактора, но затем Фабия дала Шуну настоящего Хактора из Нифии.
- Аквимос (англ. Akwimos) — третий бакуган-напарник Маручо. Стихия — Вода (Аквос). По виду похож на каппу (получеловека-полурыбу). Очень смешной и забавный, как и предыдущие бакуганы-напарники Маручо. Говорит с негритянским акцентом. Очень силён в подводных сражениях и под водой может нанести сокрушительные удары. Обычно его характер — спокойный и расслабленный, о чём говорит его коронная фраза: «Cool Is The Rule, Dude» («Расслабься, чувак»). Он — превеликий оптимист и всегда пытается убедить окружающих, что «всё хорошо, не следует волноваться по пустякам, расслабьтесь, чуваки!». Никогда не перестаёт верить в победу и не теряет чувства юмора даже в самых опасных ситуациях, как было видно в 33-м эпизоде 3-го сезона, когда его ранит загипнотизированный бакуган Джейка, Коредэм. Тогда Аквимос поднимается с земли и говорит Маручо: «А это я нарочно свалился ластами вверх!» Сначала у Маручо был клон Аквимоса, но затем Фабия дала Маручо настоящего бакугана из Нифии.
- Коредэм (англ. Coredem) — бакуган-напарник Джейка. Стихия — Земля (Сабтерра). Похож на титана. Большой и медлительный, но компенсирует это очень мощными ударами, после которых практически невозможно оправиться. Напоминает Горема и Клейфа. После того, как он и Джейк проигрывают Казарине, его берут в плен и гипнотизируют, превращая его в монстра. Также Казарина даёт Джейку «Усовершенствованное Слияние Способностей», которое увеличило силу Коредема в три раза, но его тело чуть не самоуничтожилось из-за перенапряжения. В загипнотизированной форме у Коредема кроваво-красные глаза. Сначала у Джейка был клон Коредэма, но затем Фабия дала ему настоящего Коредэма из Нифии.
- Лайнхолт (англ. Linehalt) — бакуган-напарник Рэна. Стихия — Тьма (Даркус). Лайнхолт похож на демона-рыцаря. Лайнхолт — очень сильный бакуган, является последним представителем древнего племени Тёмных Бакуганов, обладавших Запретными Силами. Был с Рэном с того времени, когда тот был ребёнком. Рэн должен был стать защитником Лайнхолта, но слишком его боялся. Потом Лайнхолт спас Рэна от падения и они стали хорошими друзьями. Обладает Запретной Силой и выпускает её в битве с Бародиусом (будущим Маг Мэллом). Она оказывается такой мощной, что почти уничтожает Нифию, но его вовремя останавливает древнее божество Нифии — Драгоноид Колоссус, страж святыни. После того, как Лайнхолт в первый раз использует свою Силу, он становится очень ослабленным и легко проигрывает Араноту, но потом приходит в себя. Когда он использует Запретную Силу в первый раз, маска, скрывающая его лицо, поднимается, открывая морду, похожую на драконью, а при втором использовании, его крылья становятся похожи на крылья ангела. В конце он осознаёт, для чего ему была дана Запретная Сила и с её помощью смог исцелить Нифию и всех пострадавших в войне.
- Рубаноид (англ. Rubanoid) — бакуган-напарник Сида, а позже и Лайнуса Клода. Стихия — Огонь (Пайрус). Похож на рубинового дракона. Очень решительный. Его сила черпается из рубинов, из которых он состоит и он очень живучий. После смерти Сида Рен принял Рубаноида и позже был отдан Лайнусу Клоду.
- Фосфос — бакуган-напарник Лены. Стихия - Вода (Аквос). Похож на трёхголовую гидру. Хитроумен. Известен своими атаками с применением яда, а также увеличением количества голов в битве.
- Плифеон — бакуган-напарник Джесси. Стихия - Ветер (Вентус). Изумрудный дракон. Очень вспыльчивый и всегда горит желанием драться, но иногда его раздражают поэтичные высказывания Джесси.
- Контестир - бакуган-напарник Зенет. Стихия - Свет (Хаос). Выглядит как рыцарь. Спокойный и серьёзный. Как и Зенет, может перевоплощаться в кого угодно, сбивая соперников с толку.
- Эвиор - бакуган-напарник Мэйсона. Стихия - Земля (Сабтерра). Похож на виверну. Вечно жалуется на беготню.
- Дарак (Даракноид)/Рэйзеноид — бакуган-напарник Бародиуса (Маг Мэлла), императора Гандэлии. Стихия — Тьма (Даркус). Дракон. Дарак - очень могущественный бакуган, является прямым потомком Первого Даракноида, одного из самых первых бакуганов, созданных Кодом Жизни. Разделяет с Бародиусом его стремление стать самым могущественным и покорить Вселенную. Эволюционировал в Фантома Дарака, благодаря копированию ДНК Драго и её внедрению в ДНК Дарака. После поражения от рук Драго в финальной битве, попытался забрать Священную Сферу, но под её воздействием оказался заперт в обратном измерении Бакуган Интерспейс вместе с Бародиусом и вместе с ним мутировал в Рэйзеноида и Маг Мэлла. Во время событий первой части Импульса Мехтаниума, находился в заточении и ускорял своё воскрешение, поглощая энергию, вырабатывавшуюся в боях, проводившихся в Бакуган Интерспейс, позже ему и Маг Мэллу удалось возродиться, украв у Дэна и Драго Врата и Ключ, а также фрагмент Кода Жизни. Эволюционировал в Фантома Рэйзеноида. Принял на Чёрной Луне финальный бой с Драго и был уничтожен вместе с Маг Мэллом, когда Драго эволюционировал во Фьюжн Драгоноида.
- Кракикс - бакуган-напарник Гилла. Стихия - Огонь (Пайрус). Похож на самурая. Молчаливый, но хладнокровный и безжалостный воин. Способен выдерживать экстремально высокие температуры. Погиб вместе с Гиллом, Эрзелом и Страйкфлаером от рук Дарака.
- Лифириус - бакуган-напарник Стойки. Стихия - Вода (Аквос). Похож на лобстера или таракана с гигантскими клешнями. Очень наглый, насмешливый и беспощадный, подстать напарнику. Обладает фасеточным зрением, позволяющим видеть во всех направлениях, но из-за строения глаз и отсутствия периферического зрения, это также является слабостью. Погиб вместе со Стойкой, когда они держали Драгоноида Колоссуса и Дарак нанёс смертельный удар.
- Страйкфлаер - бакуган-напарник Эрзела. Стихия - Ветер (Вентус). Крылатый самурай. Ведёт себя сдержанно, как и его напарник. Невосприимчив к водному окружению, а также может поглощать способности противников и повторять их. Он и Эрзел пытались защитить Гилла от атаки Дарака, но в итоге оба погибли вместе с ним.
- Сабатор - бакуган-напарник Нурзака. Стихия - Земля (Сабтерра). Похож на Минотавра. Устрашающий и бесстрашный боец. Очень крепкий, большинство способностей противников ему нипочём.
- Лумаграул - бакуган-напарник Казарины. Стихия - Свет (Хаос). Шестихвостый волк. Во многом повторяет характер своей напарницы - такой же расчётливый, принципиальный и жестокий. Известен тем, что убил капитана Джина, жениха принцессы Фабии. Верно служил своей напарнице, но когда Казарина была убита Гиллом, Лумаграул признал поражение и ушёл куда-то в Гандэлию.
- Тэйлин - четвёртый бакуган-напарник Шуна. Стихия - Ветер (Вентус). Воин-ниндзя. Искусный боец, знает ниндзюцу и обладает отличными навыками. Поддерживает все решения Шуна и всегда старается сражаться честно и благородно, как подобает истинному воину.
- Трайстар - четвёртый бакуган-напарник Маручо. Стихия -  Вода (Аквос). Похож на человека с шляпкой и ушками как у кролика. Очень щепетильный.
- Вульфьюрио - бакуган-напарник Рэйва. Стихия - Свет (Хаос). Спартанский воин. Очень отважный и благородный рыцарь, всегда готовый сражаться за правое дело.
- Болдерон - бакуган-напарник Пэйдж. Стихия - Земля (Сабтерра). Похож на робота. Спокойный и рассудительный, верен напарнице до конца. Может использовать магниты, из которых состоит тело.
- Джакор - пятый бакуган-напарник Шуна. Стихия - Ветер (Вентус). Ниндзя. Спокойный и расчётливый, как и Шун. Преданный товарищ, готовый идти с напарником до конца. Шун и Джакор относятся друг к другу как братья. И он очень тесно связан со своими учениками - Скайтруссом и Орбеумом. Отлично разбирается в древнем языке бакуганов, письмена которого сейчас известны только клану ниндзя.
- Скайтрусс и Орбеум - дуэт бакуганов-напарников Шуна. Стихия - Тьма (Даркус). Скайтрусс похож на ястреба, а Орбеум - на собаку. Они были самыми лучшими и самыми любимыми учениками Джакора, учившимися у него мастерству ниндзя. Они изначально считали людей эгоистами и не признавали партнёрство Шуна и Джакора, но увидев их битву против Спаттерикса и Стронга, решили объединить с ними силы. Они держатся в тени, но всегда поддерживают своих друзей.
- Радизен - пятый бакуган-напарник Маручо. Стихия - Вода (Аквос). Похож на каппа. Весельчак, любит болтать во время боя и не только (как и все предыдущие напарники Маручо).
- Рокстар - второй бакуган-напарник Миры, позже перешедший к Маручо. Стихия - Земля (Сабтерра). Говорит на непонятном языке, но Мира и Радизен могут понять. Очень привязан к напарнице и очень дружит с напарником Маручо, что однако не мешает временами его подкалывать и осуждать.
- Рэптак - бакуган-напарник Ганса. Стихия - Свет (Хаос). Похож на робота. Наносит удары очень точно. Очень предан своему напарнику. Когда Ганс пропал, Рэптак был готов на всё, чтобы вернуть его, и ради этого он стал одним из напарников Дэна, наравне с Драго.
- Девятка - банда самых злобных бакуганов, которая много веков назад была сослана Генезис Драгоноидом в Измерение Смерти. Посулив свободу и месть Драго, потомку Генезис Драгоноида, их поддержкой заручился Мудрец (которым оказался мектоган Кордегон). Участвуя в битвах с Отчаянными бойцами, они сами того не ведая, выработали достаточно энергии для возрождения Мектавиуса Дэстроера, из-за чего вся вселенная подверглась страшной опасности. Все члены Девятки погибли: большая часть погибла от рук возрождённого Мектавиуса Дэстроера, а Бетадрон и Вортон пожертвовали своей энергией, чтобы помочь Отчаянным бойцам выбраться из Измерения Смерти с помощью потока времени и уничтожить Мектавиуса Дэстроера.
  - Фьюри - бакуган Даркуса, первый лидер Девятки. Внешне похож на Жнеца. Его, как и его собратьев сослал в Измерение Смерти много веков назад Генезис Драгоноид. Наказание обозлило его и он пожелал мести. Шли годы и пока Девятка отбывала наказание, люди и бакуганы впервые встретились. Очень скоро они научились сражаться вместе, стали напарниками и между ними возникли связи. По мере укрепления связей, происходили эволюции (подобные тем, что пережил Драго), вместе с которыми приходила новая сила - та самая сила, что позволяла создавать своих мектоганов и вызывать по своему желанию. Фьюри тоже научился создавать и вызывать мектоганов, коими являлись Кордегон, Слайсерак, Экзострайкер и Мандибор, но из-за своих деструктивных желаний он потерял над ними контроль и был убит.
  - Бетадрон - бакуган Даркуса, новый лидер Девятки. Похож на человека. Бетадроном движет желание отомстить Драгоноиду за заключение в Измерении Смерти. По его словам, он презирает Драго даже больше чем Кордегона за предательство Фьюри.
  - Кодокор - бакуган Даркуса. Похож на ахнозавра. Также стремится отомстить.
  - Мьютабрит - бакуган Даркуса и единственная женщина в банде. Похожа на циклопа, но в отличие от него, имеет много глаз. Также стремится отомстить.
  - Спаттерикс - бакуган Пайруса. Дракон, внешне похожий на Люмино Драгоноида. Жесток и самоуверен. Раньше считал, что Стронг его тормозит, но в конце признал его хорошим боевым партнёром.
  - Стронг - бакуган Сабтерры. Похож на кобру. Злобен, но умом не блещет.
  - Вортон - бакуган Вентуса. Похож на человека. Самый мудрый из Девятки, за что его называют профессором и часто обращаются к нему за советом. Обладает экстрасенсорными способностями и может предсказывать будущее.
  - Трэмблар - бакуган Хаоса. Робо-паук, способный разделяться на робота и летающую тарелку.
  - Баллиста - бакуган Аквоса. Похож на летучую рыбу. Беспощадный в битвах и недоверчивый, не доверяет никому, кроме Вортона.
- Генезис Драгоноид - древний бакуган Пайруса, один из двух самых первых бакуганов, рождённых Кодом Жизни. Дракон, внешне похожий на Блиц Драгоноида. Создатель измерения Вестрои, прямой предок Драго. Очень добрый, благородный и мудрый, в противовес Даракноиду. Много веков назад он сослал Девятку в Измерение Смерти, не зная, что их ненависть подвергнет жизнь его потомков серьёзной опасности, такой как Мектавиус Дэстроер.